# Первый (мыс)
Пе́рвый — мыс на севере Охотского моря в Тауйской губе.

## География
Расположен на западе полуострова Кони. Южнее мыса находится устье реки Бурундук. Западнее по правому берегу реки — безымянные горные вершины высотой 493, 645 и 672 метра.
В зимнее время вдоль берега мыса образуется узкий припай. В скалах вблизи мыса располагается несколько гротов, некоторые из которых в прилив заполняются водой. В шести километрах от мыса тянется низкий берег, поросший стлаником, с рощицами берёзы каменной в крутых распадках.
Входит в состав Ольского участка Магаданского заповедника.
Средняя величина прилива у мыса — 4—5 метров, наибольшая глубина у берега — 37 метров.